# Ich will dich lieben, meine Stärke

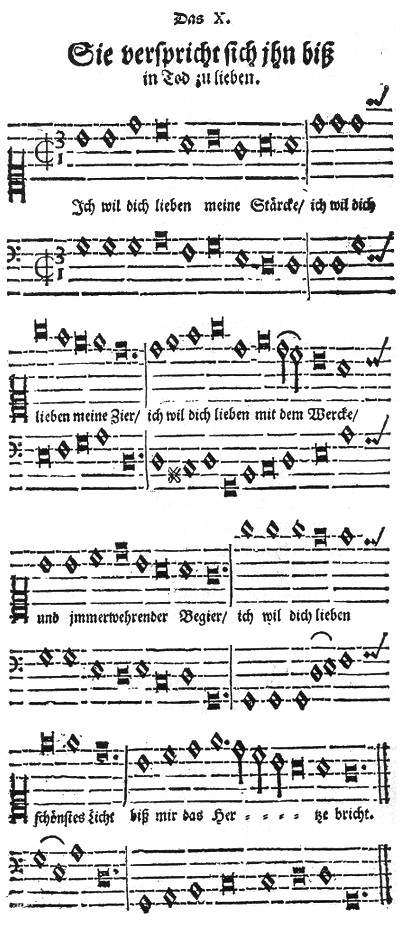
Ich will dich lieben, meine Stärke, erste Strophe, mit Melodie und Bass von Georg Joseph, in: Heilige Seelen-Lust Oder geistliche Hirten-Lieder Der in ihren JESUM verliebten Psyche, Ausgabe Breslau 1668

Ich will dich lieben, meine Stärke ist ein geistliches Gedicht von Johann Scheffler (Angelus Silesius), das mit verschiedenen Melodien in den wichtigsten deutschsprachigen Kirchengesangbüchern enthalten ist. Scheffler veröffentlichte es zuerst 1657 in seinem Gedichtband Heilige Seelen-Lust.

## Text

### Form
Schefflers Gedicht umfasst acht sechszeilige jambische Strophen in Barform mit dem Reimschema [ababcc]. Die Stollen bestehen aus zwei vierhebigen Zeilen mit weiblichem und männlichem Reim, der Abgesang aus einer vierhebigen und einer dreihebigen Zeile mit männlichem Reim. Die Verkürzung der Schlusszeile gibt ihr einen devisenartigen Nachdruck.

### Inhalt
Das Gedicht ist Teil der Sammlung Heilige Seelen-Lust Oder geistliche Hirten-Lieder Der in ihren JESUM verliebten Psyche, einer religiösen Schäferdichtung, in der der Seele („ich“) die Rolle der Schäferin und Jesus die Rolle des Schäfers zukommt. Sie steht damit zugleich in der Tradition der christologischen Auslegung des Hohenlieds. Bei Ich will dich lieben ist dies durch die originale Überschrift „Sie [die Seele] verspricht sich jhn biß in Tod zu lieben“ expliziert.
Die ersten beiden Strophen sind die eigentliche Liebeserklärung. Nicht weniger als sieben der zwölf Zeilen beginnen mit den Worten „Ich will dich lieben“. Die geistliche Dimension kommt dabei erst durch die Anrede „Gottes Lamm“ am Ende der zweiten Strophe unmissverständlich zum Ausdruck; nur der Bibelkenner hört schon in der Anfangszeile Psalm 18,2 . Auch die dritte und vierte Strophe mit dem Hohelied-Motiv des Trauerns und Suchens (Hld 5,6 ) könnten noch „diesseitig“ verstanden werden, wenn nicht das „höchste Gut“ im Gegensatz zum „geschaffnen Licht“ den göttlichen Adressaten erkennen ließe. Die hier mit augustinischen Wendungen (Confessiones 10, 27 und 34) beschriebene „späte“ Umkehr von der zeitlichen zur ewigen „Schönheit“ darf auch als Reflex der 1653 erfolgten Konversion Schefflers zur katholischen Kirche verstanden werden. Die Strophen 5, 6 und 7 sind ein Dank für die beseligende „Himmelswonne“ und eine Bitte um Bewahrung auf dem Weg im „Himmelsglanz“; erotische Bilder kommen dabei noch einmal in Strophe 7 vor, die wohl darum in allen neueren Gesangbüchern fehlt. Die letzte Strophe wiederholt das Versprechen der ersten mit ähnlichen Wendungen und vertieft es um das Motiv der Lohnlosigkeit und Selbstgenügsamkeit der Gottesliebe.

### Wortlaut
| Originalfassung (1657) | Heute üblicher Text (EG 400, GL 358) |
| --- | --- |
| Sie verspricht sich Jhn biß in Tod zu lieben. 1. JCh wil dich lieben meine Stärke / Jch wil dich lieben meine Ziehr / Jch wil dich lieben mit dem Werke / Und immerwehrender Begihr: Jch wil dich lieben schönstes Licht Biß mir das Hertze bricht. 2. Jch wil dich lieben O mein Leben Als meinen allerbesten Freind; Jch wil dich lieben und erheben / So lange mich dein Glantz bescheint. Jch wil dich lieben Gottes Lamm Als meinen Bräutigam. 3. Ach daß ich dich so spät erkennet / Du Hochgelobte Schönheit du! Und dich nicht eher mein genennet / Du höchstes Gut und wahre Ruh! Es ist mir leid und bin betrübt / Daß ich so spät geliebt. 4. Jch lieff verirrt und war verblendet / Jch suchte dich und fand dich nicht; Jch hatte mich von dir gewendet Und liebte daß geschaffne Licht; Nu aber ists durch dich geschehn Daß ich dich hab ersehn. 5. Jch danke dir du wahre Sonne Daß mir dein Glantz hat licht gebracht: Jch danke dir du Himmels-Wonne / Daß du mich fro und frey gemacht: Jch danke dir du güldner Mund / Daß du mich machst gesund. 6. Erhalte mich auff deinen Stegen / Und laß mich nicht mehr irre gehn; Laß meinen Fuß in deinen Wegen Nicht straucheln oder stille stehn: Erleucht mir Leib’ und Seele gantz Du starker Himmels glantz. 7. Gib meinen Augen süsse Thränen / Gib meinem Hertzen keusche brunst; Laß meine Seele sich gewöhnen Zu üben in der Liebe-Kunst: Laß meinen Sinn / Geist und Verstand / Stäts sein zu dir gewand. 8. Jch wil dich lieben meine Krone / Jch will dich lieben meinen Gott; Jch wil dich lieben ohne lohne Auch in der allergrößten Noth; Jch wil dich lieben schönstes Licht / Biß mir das Hertze bricht. | 1. Ich will dich lieben, meine Stärke, ich will dich lieben, meine Zier, ich will dich lieben mit dem Werke und immerwährender Begier; ich will dich lieben, schönstes Licht, bis mir das Herze bricht. 2. Ich will dich lieben, o mein Leben, als meinen allerbesten Freund; ich will dich lieben und erheben, solange mich dein Glanz bescheint; ich will dich lieben, Gottes Lamm, als meinen Bräutigam. 3. Ach, dass ich dich so spät erkannte, du hochgelobte Schönheit du, dass ich nicht eher mein dich nannte, du höchstes Gut und wahre Ruh; es ist mir leid, ich bin betrübt, dass ich so spät geliebt. 4. Ich lief verirrt und war verblendet, ich suchte dich und fand dich nicht; ich hatte mich von dir gewendet und liebte das geschaffne Licht. Nun aber ist’s durch dich geschehn, dass ich dich hab ersehn. 5. Ich danke dir, du wahre Sonne, dass mir dein Glanz hat Licht gebracht; ich danke dir, du Himmelswonne, dass du mich froh und frei gemacht; ich danke dir, du güldner Mund, dass du mich machst gesund. 6. Erhalte mich auf deinen Stegen und lass mich nicht mehr irregehn; lass meinen Fuß in deinen Wegen nicht straucheln oder stillestehn; erleucht mir Leib und Seele ganz, du starker Himmelsglanz. 7. Ich will dich lieben, meine Krone, ich will dich lieben, meinen Gott, ich will dich lieben ohne Lohne auch in der allergrößten Not; ich will dich lieben, schönstes Licht, bis mir das Herze bricht. |

## Melodien
Dem Lied ist im Erstdruck eine Melodieⓘ mit Generalbass des Breslauer Komponisten Georg Joseph beigegeben, deren Dreiertakt den bukolischen Charakter der Dichtung unterstreicht und die, besonders in der ersten Strophe, die sinntragenden Wörter expressiv hervorhebt. Anders als die meisten Melodien zu Barform-Strophen wiederholt sie die Anfangszeilen nicht. Die Verkürzung der Schlusszeile gleicht sie durch ein fünftöniges Melisma aus, das eher für den Sologesang geeignet ist und später in manchen Gesangbüchern durch Hinzufügung von zwei Textsilben erleichtert wurde.
Schon früh wurde der Text mit anderen Melodien gesungen. Im evangelischen Gemeindegesang setzte sich die 1738 in Johann Balthasar Königs Harmonischem Liederschatz veröffentlichte geradtaktige Melodieⓘ mit ihrem eröffnenden Dreiklangaufstieg bis zur Oberoktave durch.

## Rezeption
Trotz Schefflers dezidiertem und polemisch vertretenem Katholizismus wurde Ich will dich lieben zuerst und rasch in evangelische Liedersammlungen aufgenommen. Dort teilte es mit anderen Liedern das Schicksal mehr oder weniger gelungener Textänderungen um die Wende zum 19. Jahrhundert, bevor es nahezu original, mit der Melodie von 1738, in das Evangelische Kirchengesangbuch von 1950 und das Evangelische Gesangbuch von 1993 (Nr. 400) aufgenommen wurde.
Im katholischen Bereich, wo der Gemeindegesang in der öffentlichen Liturgie nur wenig Raum hatte, fand Ich will dich lieben erst im 19. Jahrhundert Eingang in einzelne Gesang- und Gebetbücher. Das Kirchenlied von 1938, wo es wieder mit Georg Josephs Melodie verbunden wurde, leitete dann seinen Durchbruch ein. Es ist im Gotteslob (1975) und im Gotteslob (2013) (Nr. 358) enthalten.
Peter Cornelius (1824–1874) komponierte eine sechsstimmige Motette über drei aus Schefflers Text frei zusammengestellte Strophen (op. 18,2).

## Übersetzungen
In das Dänische übersetzt, „Dig vil jeg elske, du min styrke…“ von Eiler Hagerup 1725, neu übersetzt von Egede Glahn 1863 und in dieser Fassung übernommen in das dänische Kirchengesangbuch, Den Danske Salmebog, Kopenhagen 1953, Nr. 589, und in Den Danske Salmebog, Kopenhagen 2002, Nr. 681.